# Torres Atrio
Die Torres Atrio ist ein Hochhausprojekt im Zentrum der kolumbianischen Hauptstadt Bogotá und das wichtigste Immobilienprojekt des letzten Jahrzehnts in Kolumbien.
An der Kreuzung der Avenida Eldorado und der Avenida Caracas im Stadtbezirk Santa Fe entstehen zwei Hochhaustürme mit öffentlichem Raum zu Füßen mit mehr als 10.000 m² Freiflächen (The Cultural Plaza und La Plazoleta) für die Bürger und Besucher der Stadt. Das Projekt wurde von dem italo-britischen Stadtarchitekten Richard Rogers entworfen. Die Entwicklung erneuert das Centro Internacional de Bogotá (CIB), mit neuen Geschäften, Tourismus, öffentlichem Verkehr und Kultur in der Hauptstadt Kolumbiens.
Das Projekt umfasst zwei große gemischt genutzte Türme – Nord und Süd – mit einem großen, offenen öffentlichen Raum in Bodennähe, einer Plattform für öffentliche und kommunale Bereiche, fünf Parkkeller und ergänzende Dienstleistungen. Die Türme haben eine kombinierte Struktur aus Beton und Baustahl mit metallischen Elementen im Blickfeld und eine High-Tech-Glasfassade. Die 46 und 62 Etagen, 201 Meter bzw. 268 Meter der Türme bieten insgesamt mehr als 113.000 m² Büroflächen mit bis zu 72.000 Menschen pro Tag, die die Stadtlandschaft von Bogotá verändern und ihr Profil mit den großen Städten der Welt aktualisieren.
Die Projektlieferung erfolgt in zwei Phasen: Das erste Gebäude, der Atrio Nordturm, schafft mehr als 57.000 m² flexible Büroflächen, 4.600 m² öffentliche Dienstleistungen und 1.800 m² für den Einzelhandel. Der Bau der ersten Phase begann im November/Dezember 2014 mit vorläufigen Ausgrabungen und wird voraussichtlich Ende 2019 oder 2020 abgeschlossen sein.